# Йемтланд (лен)
 Тази статия е за административната единица.  За историческата провинция вижте Йемтланд (провинция).  
Йемтланд (на шведски: Jämtlands län) е лен разположен в северната част на Швеция. От североизточна към югоизточна посока граничи съответно с лените Вестерботен, Вестернорланд, Йевлебори и Даларна, а на запад с норвежките фюлке Нор-Трьонелаг и Сьор-Трьонелаг. Територията на лена обхваща бившите историческите провинции Йемтланд и Хередален, както и части от историческите провинции Онгерманланд и Хелсингланд. Лен Йемтланд заема 12 % от територията на Швеция със своята площ от 49 443 km2, което го прави третият най-голям лен по площ в страната. В рамките на Йемтланд живее 1,5 % от населението на Швеция или едва 126 209 , което го прави и един от най-рядко населените (2,55 д/km2). Административният център на лена е град Йостершунд и от 1 юни 2008 година областен управител е Брит Болин Олсун.
Обособяването на лена като регионална единица става през 1810 година, което е събитие от вътрешно- и външнополитически характер. През 1810 година, ленът или по-скоро историческата провинция е всъщност Йемтланд-Хередален, факт отразен върху герба на лена. Гербът на лена е разделен на две и в отделните части присъстват символите на историческите провинции Йемтланд и Хередален.
В политиката на съвременния лен Йемтланд доминират народните партии, като например Социалдемократичната партия и Централната партия, нещо което е необичайно за Швеция, но подобно на ситуацията в норвежкия фюлке Нор-Трьонелаг.

## История
Йемтланд и Хередален са административно независими области в ранната история на Швеция. Хередален е бил съставна част на Трьонелаг, докато Йемтланд е независим до 1178 година, а по-късно самостоятелна провинция на Норвегия. Йемтланд е бил със статута на независима територия в рамките на Норвегия, подобно на Исландия, Шетландските острови, Оркни и Ферьорските острови до края на 15 век. Църковното настоятелство на Йемтланд е било под юрисдикцията на архдиоцеза на Упсала, докато това на Хередален е под контрола на диоцеза на Нидарос в Норвегия. По-късно областта Йемтланд-Хередален е контролирана от Дания, която завладява Норвегия през 1536 година. В резултат на мирния договор от 1645 година в Брьомсебру, Йемтланд и Хередален са присъединени към територията на Швеция, към съответни административни единици – Хередален към привинция Худиксвал, а Йемтланд към провинция Херньосанд. Това разделение просъществува за 13 години до подписването на мирния договор от Роскиле през 1658 година. Тогава Швеция получава Трьонелаг и Йемтланд-Хередален. След нова война и мирният договор от Копенхаген, Трьонелаг се присъединява към Дания, а Йемтланд-Хередален остава в рамките на Швеция. Йемтланд-Хередален става част от лен Вестернорланд до 1762 година. През 1762 година, Хередален се отделя, а Йемтланд остава в рамките на лен Вестернорланд.

### Формиране на лен Йемтланд
Йемтланд се обособява като собствена административна единица през 1810 година, когато се отделя от лен Вестернорланд. Това е в резултат на решение, прокарано от единствения представител на областта в парламента – Андерш Нилсон. В писмо, което мотивира акта на разделяне, Андерш Нилсон посочва, че областта има собствен контрол и евентуалната самостоятелност е необходима за просперитета на региона. Според Нилсон, именно посредством заздравяването Йемтланд е възможно да се отвоюва отново Финландия, която е загубена предишната година във война с Русия. Поради първоначалната относително слаба подкрепа на местно ниво решението не е прието лесно от парламента. Новото временно правителство, избрано след преврата над Густав IV Адолф обаче решава да отдели Йемтланд в самостоятелна единица, въпреки всеобщото недоволство към бюджетни разходи за обществения сектор.
Георг Адлерспаре, който оглавява временното провителство и успешния преврат срещу Густав IV Адолф, е близък приятел на Андерш Нилсон. Временното правителство в лицето на Георг Адлерспаре и Балтзар фон Платен, изявява жалание за скандинавски съюз и предлага датския принц Карл Август за наследник на трона. Именно в тази политическа интрига, областта Йемтланд играе важна роля, поради стратегическото си положение на кръстопът между Швеция и Норвегия, северно от Вермланд. Така една силна местна власт около Йостершунд, би предложила голямо предимство за контрол върху границата.
През 1810 година е формирано областно управление на лен Йемтланд в лицето на десет души. Първият областен управител е Андерш Васел, поддръжник на Георг Адлерспаре и близък приятел на Андерш Нилсон. Опозицията срещу съществуването на новия лен не изчезва бързо и е забележива в местните енорийски събрания и в представители на парламента. Отделни представители на Йемтланд и Хередален, настояват за премахване на новообособения лен, но жителите на град Йостершунд са в подкрепа на отделянето.
От отделянето на Йемтланд, ленът започва да се разраства, като през 1864 година приобщава части от лен Йевлебори, а през 1974 година и части от лен Вестернорланд.

## География
Йемтланд е лен, разположен в средата на скандинавския полуостров в Северна Европа, без излаз на море. Йемтланд граници с Даларна на юг, Йевлебори на югоизток, Вестернорланд на изток и Вестерботен на север, а на запад граници с норвежките фюлке Нор-Трьонелаг и Сьор-Трьонелаг. Границите на лена с Норвегия се оформят след Втория мирен договор от Брьомсебру от 1645 година, когато територията е предадена на Швеция.
На територията на лен Йемтланд се разполагат три големи речни корита, съответно на реките Юснан, Юнган и Индалселвен. Тези реки започват течението си от скандинавските планини, преминават през Швеция и се вливат в Балтийско море. Реката Кларелвен тече в южна посока към западните части на Хередален. Общата дължина на реките и потоците в рамките на лена е около 2800 km.
Източната част на лена има масивна носеща скала, която се разпростира от езерото Флошьон до областта на град Брунфлу. Носещата скала е изградена от гнайс, диабаз, амфиболити и шисти, а в югоизточната посока се открива и гранит.
Средният дял на лена, известен като „централнойемтландска силурска област“, започва от езерото Сторшьон, продължава до Стрьомс Ватудол и стига до Вемдол. Носещата скала на тази част е основно изградена от камбрийски и силурски шисти смесени с варовик. Поради състава на носещата скала, почвите на тази част от лена са плодородни.
Западният регион на лена е предимно планински, разполагащ се на запад от езерото Сторшьон и формира източната част на планинска верига. Най-високата планина е Хелагсфьелет, гвайсов масив, която представлява най-южната висока планина на Швеция и единствения шведски глетчер на юг от полярния кръг. Ленът притежава няколко планински плата. Най-високото село в Швеция е разположено в рамките на лен Йемтланд – Хьогволен. В рамките на лена има и много равнини, простиращи се между планините.
За формирането на климата в Йемтланд, голямо влияние оказва западното крайбрежие на Норвежко море.
Когато последният глетчер се оттегля преди около 10 000 години, се оголват големи маси от морени, които са градивните елементи на по-голяма част от почвите в региона. В Йемтланд има и множество торфени блата и тресавища.
Около 9 % от територията на лена (4500 km2) се заема от езера, чиито общ брой достига до около 17 000. Сторшьон е най-голямото в областта и шестото по-големина в цяла Швеция. Според местните легенди езерото е обитавано от морско чудовище – Сторшьонодюрет (на шведски Storsjönoduret), което дори е било в списъка на защитените животни за около двадесет години. Не са представени достоверни научни доказателства за съществуването му, поради което представлява преди всичко туристическа атракция.
Гори покриват около 55 % от територията на лена, като Йемтланд притежава около 12 % от горите на цяла Швеция.
- Най-големите езера в лен Йемтланд
- Калшьон
- Стрьомс Ватудол
- Сторшьон

## Население
Лен Йемтланд е с много ниска гъстота на население – едва 2,55 д/km2. Популацията е неравномерно разпределена в рамките на лена, като голяма част от населението живее в региона на около езерото Сторшьон. Съгласно статистическите данни от 2005 година, 43 666 души или 34,4% от населението на лена, населява малки селища и населени места извън големите урбанизирани райони. Това прави Йемтланд лена с най-високия процент жители, които не са съсредоточени в големи населени места. Едва 1% от територията на Йемтланд е застроена и развита, което заедно с наличието на един-единствен град с исторически статус – Йостершунд, дефинира лена предимно като провинциален.

### Общини в лен Йемтланд
В рамките на административното си устройсто, лен Йемтланд се разеделя на 8 общини със съответно население към 31 декември 2013 :
|  | - Бери (Berg) с население 7160 души; - Бреке (Bräcke) с население 6559 души; - Йостершунд (Östersund) с население 59 956 души; - Крокум (Krokom) с население 14 643 души; - Оре (Åre) с население 10 420 души; - Рагунда (Ragunda) с население 5458 души; - Стрьомсунд (Strömsund) с население 11 984 души; - Хередален (Härjedalen) с население 10 281 души; Населението е съсредоточено в няколко големи общини, като например в Йостершунд живеят около четири пъти повече хора, отколкото във втората по население община Крокум. Тази тенденция е в резултат от урбанизацията на големите населени места. Община Рагунда е с най-малобройно население. |

### Селищни центрове в лен Йемтланд
|   | Най-големите селищни центрове в Йемтланд са: \| # \| Селищен център \| Население (към 31 декември 2010) \| \| - \| ---------------------- \| -------------------------------- \| \| 1 \| Йостершунд (Östersund) \| 44 327 \| \| 2 \| Брунфлу (Brunflo) \| 3890 \| \| 3 \| Стрьомсунд (Strömsund) \| 3589 \| \| 4 \| Свег (Sveg) \| 2547 \| \| 5 \| Крокум (Krokom) \| 2277 \| Административният център на лен Йемтланд е удебелен. |                                  |
| # | Селищен център | Население (към 31 декември 2010) |
| 1 | Йостершунд (Östersund) | 44 327                           |
| 2 | Брунфлу (Brunflo) | 3890                             |
| 3 | Стрьомсунд (Strömsund) | 3589                             |
| 4 | Свег (Sveg) | 2547                             |
| 5 | Крокум (Krokom) | 2277                             |

### Демографска картина
Около 142 000 души в цяла Швеция са родени в лен Йемтланд, а около 69% (90 000 души) от популацията на лена е родена и живее в рамките на областта, който процент е значителено повече от средния за страната. От тези, родени в лен Йемтланд, но не живеещи на територията му, голяма част са в лен Стокхолм (15 600), в лен Вестернорланд (6500), в лен Вестра Йоталанд (5000), в лен Йевлебори (3900) и лен Упсала (3000). От жителите на Йемтланд, които са родени в друг лен, но живеят в рамките на Йемтланд, 9000 души са от лен Вестернорланд, 6400 от лен Стокхолм и 3000 от лен Вестерботен.
В лен Йемтланд, има най-малко кандидатстващи за статус на бежанец в сравнение с други области – едва 0,2 бежанци на 1000 души население.
Популацията на лен Йемтланд е с най-висока средна възраст за сключване на граждански брак в цялата страна. Средната възраст за сключване на брак при мъжете е 37,2 години, а за жените 33,8 години. 72,1 процента от всички новородени в лен Йемтланд са на неомъжени майки, като средно жените имат над 2 деца преди сключване на граждански брак. Въпреки това, населението на лена е под средностатистическите данни за Швеция относно възрастта за придобиването на първото дете, като това е средно на 28,7 години при жените и 31,3 години за мъжете.